# Glaukos (Meeresgott)

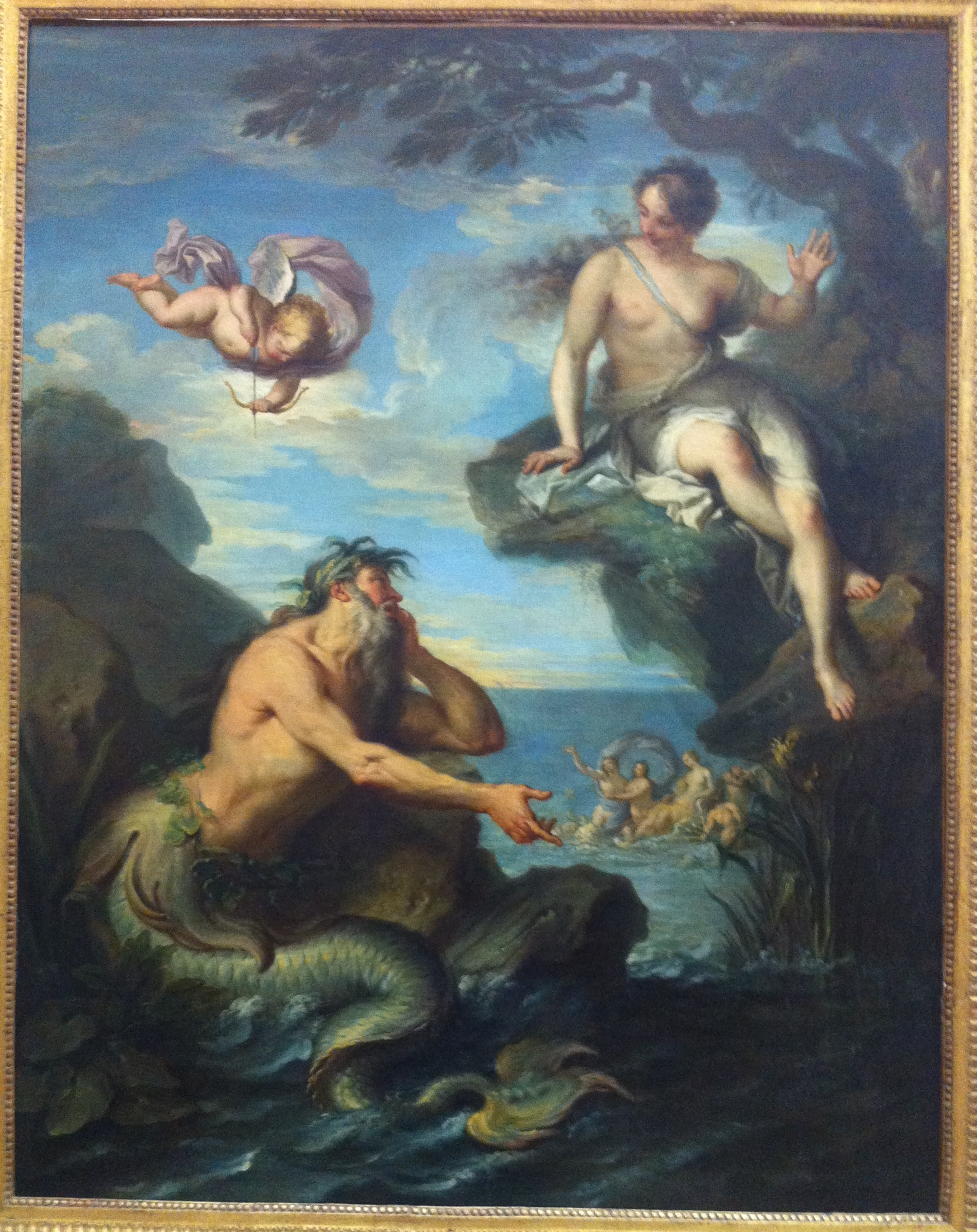
Glaukus und Scylla, Gemälde von Jacques Dumont le Romain

Glaukos (altgriechisch Γλαῦκος Glaúkos, deutsch ‚blauglänzend, leuchtend‘) ist in der griechischen Mythologie ein Meeresgott, in den sich ein Fischer nach dem Verzehr eines Wunderkrauts verwandelte.

## Mythos
Seine Herkunft ist in den Quellen verschieden überliefert: Er galt als Sohn des Anthedon und der Alkyone, des Polybos und der Euboia, des Kopeus oder des Poseidon und der Nymphe Nais und als Vater von Deiphobe. Auch soll er mit der Meeresbeherrscherin Eurynome den Bellerophon gezeugt haben; als dessen Eltern werden jedoch meist Glaukos der Ältere und Eurynome, Tochter des Nisos genannt.
In der Argonautensage erscheint er als Fischer in der böotischen Seestadt Anthedon, als Erbauer und Steuermann der Argo, der nach der Schlacht der Argonauten mit den Tyrrhenern auf wunderbare Weise zu der Würde eines Gottes gelangte und dem Iason weissagte. Als er nämlich einst Fische, die er auf das Ufer warf, durch die Berührung der daselbst wachsenden Kräuter plötzlich so munter werden sah, als wären sie im Wasser, aß er auch von diesen Kräutern und wurde durch deren Genuss in eine solche Begeisterung versetzt, dass er ins Meer sprang, wo ihn Okeanos und Tethys in eine Meeresgottheit umwandelten. Von der Pflanze wurde auch gesagt, es sei eine Blume gewesen, die Unsterblichkeit verlieh.
Andere berichten, Glaukos habe sich aus Liebe zu dem jugendlichen Meergott Melikertes in die See gestürzt.
Glaukos verliebte sich in Skylla und bat Kirke um Hilfe, damit seine Gefühle erwidert würden. Kirke, die jedoch selbst in Glaukos verliebt war, verwandelte Skylla in ein Monster.
Als Seegottheit hat er die Gabe der Weissagung. Sein gewöhnlicher Aufenthalt soll auf der Insel Delos sein. Sein Orakel auf der Insel war zeitweise angesehener als das des delischen Apollon. Auf vielen Inseln und Küsten Griechenlands genoss er Verehrung als ein freundlicher und milder, gegen alle Schiffbrüchigen zur Hilfe bereiter Gott. Thassilo von Scheffer charakterisierte ihn als den Gott der blauen Meeresstille („Legenden der Sterne“).
Auch Gegenstand dramatischer Darstellungen wurde Glaukos; dahin gehört vor allem der Glaukos Pontios des Aischylos, der jedoch nur in Fragmenten erhalten ist.

## Ikonographie
Auf Bildwerken erscheint er in tritonenartiger Gestalt; sein Äußeres ist rau und zottig, die Brust mit Seetang und Muscheln bewachsen, blondes Haupt- und Barthaar von üppiger Fülle.